# Parisina Malatesta

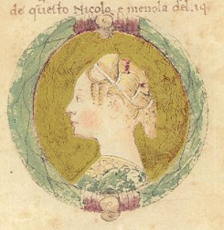
Parisina Malatesta

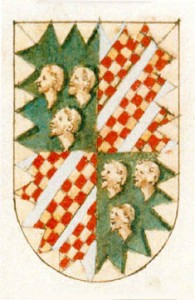
Wappen der Malatesta

Parisina Malatesta, eigentlich Laura Malatesta (* Oktober 1404; † 21. Mai 1425 in Ferrara), war eine italienische Adelige aus dem Haus der Malatesta von Rimini und die zweite Gemahlin des Markgrafen Niccolò III. d’Este (* 9. November 1383 oder 1384; † 26. Dezember 1441), des Herren von Ferrara, Modena und Reggio nell’Emilia. Berühmt wurde sie, da sie ein ähnliches Schicksal wie die von Dante in der Göttlichen Komödie (im Inferno) besungene Francesca da Rimini erlitt. Parisina verliebte sich in ihren Stiefsohn Ugo d’Este und wurde als Ehebrecherin gemeinsam mit ihm am 21. Mai 1425 hingerichtet. Ihr Schicksal inspirierte Dichter und Komponisten wie Edward Gibbon und Lord Byron, dessen Gedicht zur Grundlage der Parisina gewidmeten Opern von Gaetano Donizetti und Pietro Mascagni wurde.

## Herkunft
Parisina stammte aus dem italienischen Adelsgeschlecht der Malatesta, das ab 1295 Rimini und zu seiner Glanzzeit darüber hinaus große Teile der Romagna beherrschte.
Parisinas Vater war der bekannte Condottiere Andrea Malatesta (* 1373, † 1416), Herr der Städte Cesena (südlich von Ravenna in der Region Emilia-Romagna) und Fossombrone (Provinz Pesaro und Urbino). Er kämpfte erfolgreich für verschiedene Herren und starb 1416 als Generalkapitän von Perugia.
Parisinas Mutter war Lucrezia Ordelaffi (* 1389, † 1404), die zweite Frau des Andrea Malatesta. Sie war eine Tochter des Cecco Ordelaffi, des Herren von Forlì (in der Provinz Forlì-Cesena) und der Caterina Gonzaga († 1438).

## Leben

### Kindheit

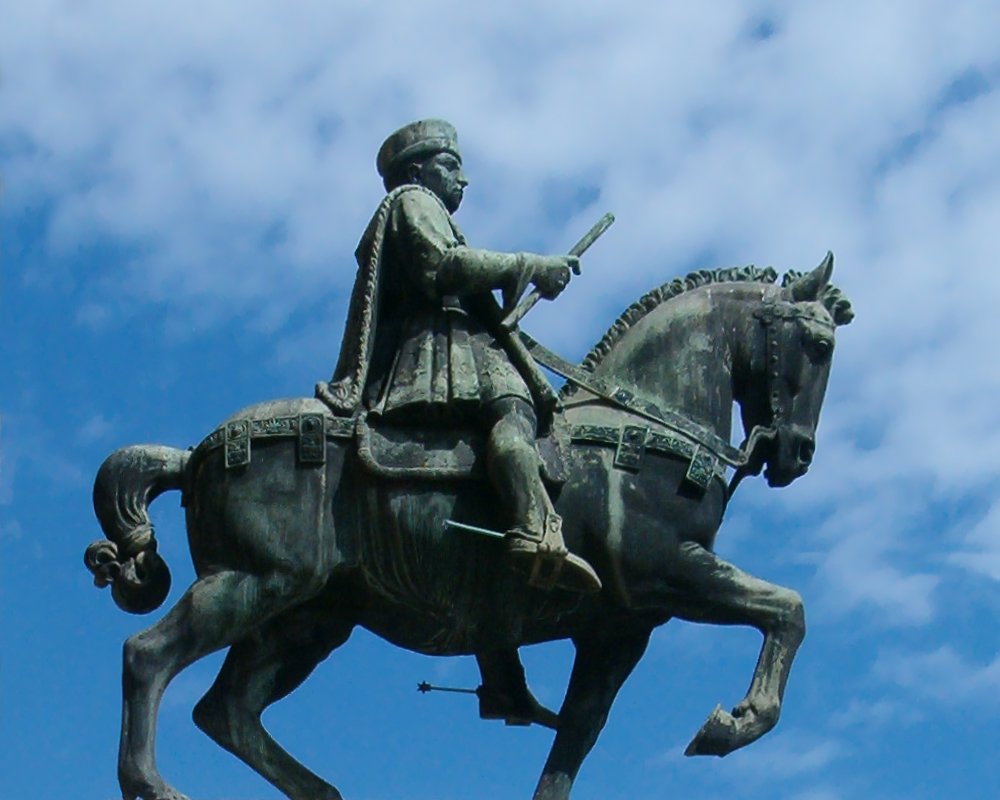
Reiterstandbild des Niccolò III. d’Este, Ferrara

Über die ersten Lebensjahre Parisinas ist wenig bekannt. Sie wurde vermutlich in der Rocca Malatestiana, der Stadtburg der Malatesta in Cesena, geboren, die heute noch besteht und besichtigt werden kann. Sie war das einzige Kind ihrer Mutter Lucrezia Ordelaffi, die sie jedoch bereits wenige Tage nach ihrer Geburt verlor, da Lucrezia laut zeitgenössischen Chroniken von ihrem Vater Cecco Ordelaffi vergiftet worden sein soll. Parisinas Vater verheiratete sich 1408 in dritter Ehe mit Polissena Sanseverino, die wenig Freude mit einer Tochter ihrer Vorgängerin hatte, weshalb Parisina von Cesena wegkam und in Rimini bei ihrem Onkel Carlo Malatesta († 13. September 1429), der mit Elisabetta Gonzaga († 31. Juli 1432) verheiratet war, aufwuchs. Sie lebte daher getrennt von ihren Halbgeschwistern aus der ersten Ehe ihres Vaters mit Rengarda Alidosi († 1401): Galeotto Malatesta (* 1395, † 1414), Elisabetta Malatesta († 1434), die 1414 Obizzo da Polenta heiratete und Antonia Malatesta, die mit Giovanni Maria Visconti (* 1389, † 1412), 2. Herzog von Mailand (1402–1412), verheiratet war. Die dritte Ehe ihres Vaters blieb kinderlos.

### Markgräfin von Ferrara

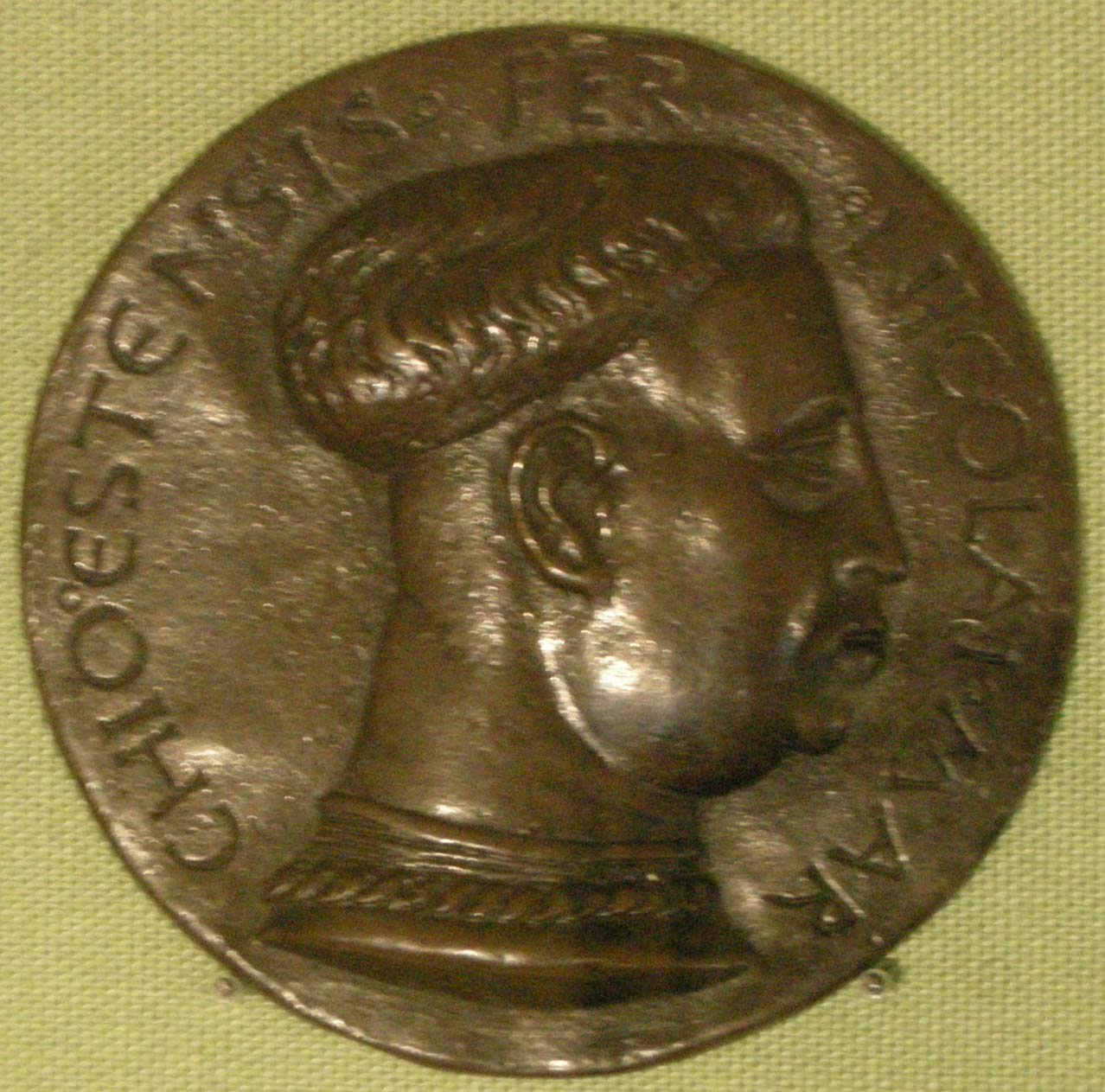
Amadio da Milano, Medaille mit dem Porträt von Niccolò III. d’Este

Mit nicht ganz vierzehn Jahren wurde Parisina Malatesta im Jahre 1418 mit dem 35-jährigen – d. h. mehr als doppelt so alten – Markgrafen Niccolò III. d’Este (* 9. November 1383 in Ferrara, † (ermordet) am 26. Dezember 1441 in Mailand) vermählt, der Herr von Ferrara, Modena und Reggio nell’Emilia war. Niccolò III. war seit 1416 von seiner ersten Ehefrau, Gigliola da Carrara (* 1379, † 1416), einer Tochter des Francesco Novello da Carrara, Herr von Padua und der Taddea d’Este, verwitwet.
Ihr feierlicher Einzug in Ferrara erfolgte unter keinem guten Vorzeichen, da in der Stadt die Pest wütete. In Ferrara wohnte sie im Castello Estense, der düsteren Stadtburg der Este, wo sich ihre Wohnung in der Torre dei Rigobelli befunden haben soll. Im Sommer konnte sie jedoch das Leben in den verschiedenen „Delize“ – den Landschlössern der Este – außerhalb der Stadt genießen, wobei sie eine besondere Vorliebe für die Delizia in Consaldano und für die nach ihr benannte Torre di Parisina in Gualdo hatte.
Parisina erwarb sich durch ihre Jugend, ihre Lebenslust und Güte rasch die Liebe ihrer Umgebung. Sie war eine leidenschaftliche Tierfreundin und liebte insbesondere Pferde. Sie hatte einen eigenen Rennstall und schickte ihre Pferde zum Palio – dem traditionellen städtischen Pferderennen – nach Verona, Mantua, Modena, Bologna und Mailand. Überall war ihr Jockey Giovanni da Rimini siegreich. Ihre Farben – Weiß und Rot – waren daher auf allen Rennplätzen bekannt.
Sie liebte auch Vögel und ließ daher seltene Exemplare in Venedig kaufen, die sie in Volieren hielt, wie dies damals an großen Höfen üblich war.
Teure Stoffe, Kleinodien, wohlriechende Öle und Essenzen ließ sie in Mailand und Venedig besorgen.
Sie war sehr beliebt bei ihren „damigelle“ – den Hoffräulein – da sie ihnen viele Geschenke machte und sich ihnen gegenüber stets freundlich verhielt. Besonders zugetan war sie der Pelegrina Rubino, einer Tochter des Giacomo Rubino, eines Höflings ihres Ehemannes. Als Pelegrina schließlich heiratete, überschüttete sie sie mit Geschenken.
Parisina hatte eine gute Erziehung erhalten und las wie alle Damen der damaligen großen Welt Ritterromane, wie etwa „Tristan und Isolde“ oder „Girone il Cortese“.
Sie hatte auch eine große Liebe zur Musik und spielte selbst mit großem Geschick die Laute.
Parisina war fromm, ging regelmäßig zur Kirche und ließ sich vom Hauskaplan Fra’ Maginardo aus dem Psalter vorlesen oder las selbst in ihrem illuminierten Stundenbuch, das in schwarzes Samt gebunden war.

### Stiefkinder

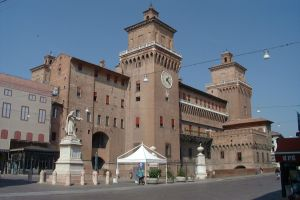
Castello Estense in Ferrara

Besonders gewöhnungsbedürftig waren für die romantische vierzehnjährige neue Markgräfin vor allem die – überschäumenden – erotischen Bedürfnisse ihres Ehemannes. Der Bischof und bedeutende Schriftsteller Matteo Bandello (* 1485, † 1561) nannte ihn den „Hahn von Ferrara“ und schrieb, dass es in Ferrara und im Umland keine Gegend gäbe, wo Niccolò nicht einen Bastardsohn hätte, sodass im Volk der Spruch kursierte „di qua e di là dal Po son tutti figli di Niccolò“ („auf beiden Seiten des Po – lauter Kinder von Niccolò“).
Niccolò hatte zwar aus seiner ersten – mit dreizehn Jahren geschlossenen – Ehe keine Kinder, wohl aber eine ganze Schar Kinder aus außerehelichen Beziehungen. So fand Parisina in Ferrara nicht nur die Geliebte ihres Ehemannes – Stella de’ Tolomei († 11. Juli 1419), sondern auch deren Kinder vor, die etwa gleich alt waren wie sie selbst. Es waren dies:

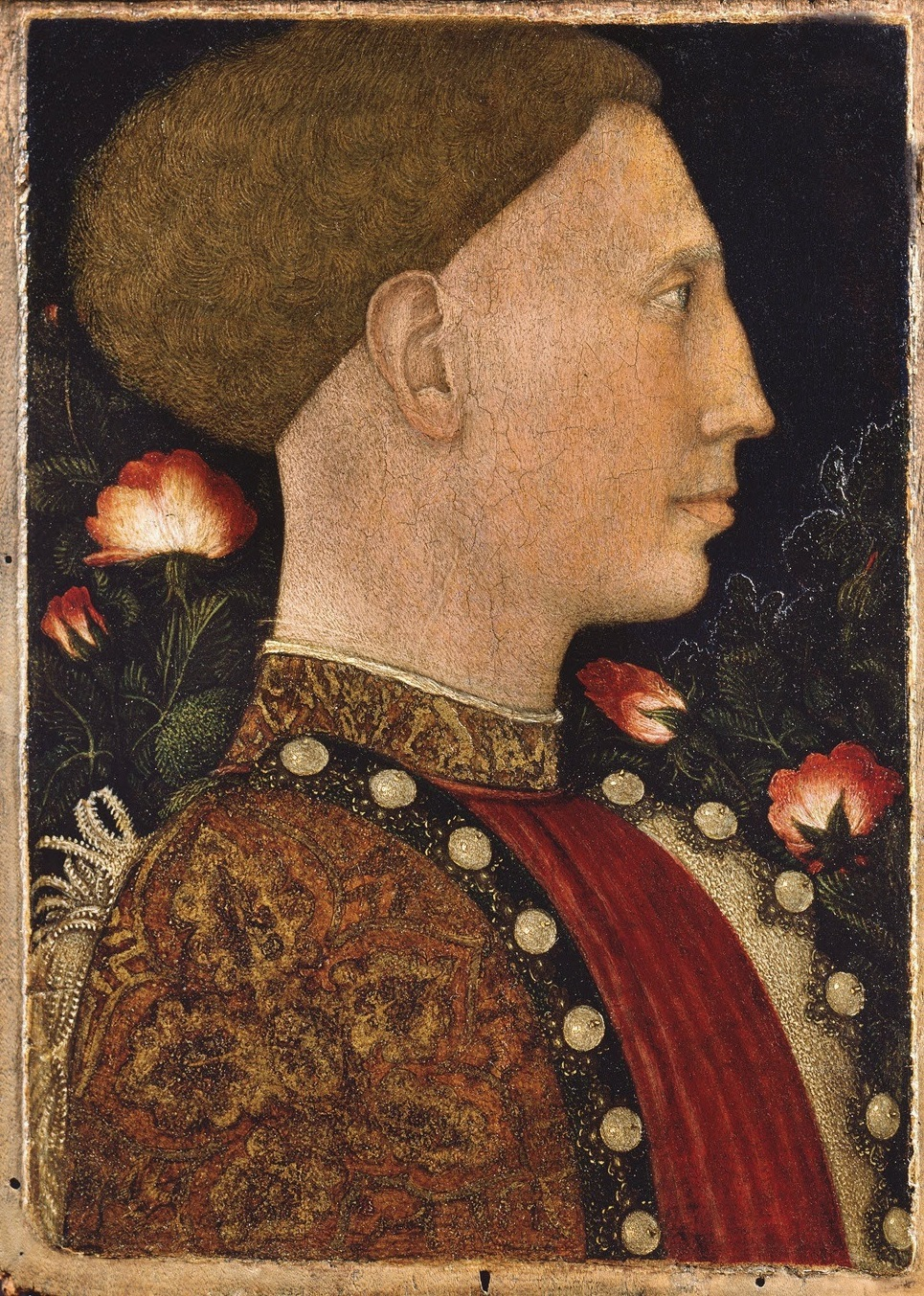
Porträt des Lionello d’Este von Pisanello

- Margarita d’Este (* um 1405, † 1475), die später mit Parisinas Cousin, Galeotto Roberto Malatesta (* 1411, † 1432) verheiratet war.
- Ugo d’Este (* 17. November 1405, † 21. Mai 1425), der ihr Schicksal werden sollte.
- Leonello d’Este (* 21. September 1407, † 1. Oktober 1450), der Erbe ihres Ehemannes, der später zum ersten Herzog von Modena erhoben wurde.
- Borso d’Este (* 24. August 1413, † 20. August 1471), der auf seinen Bruder Leonello 1450 als zweiter Herzog von Modena folgte.

Darüber hinaus gab es zugleich noch weitere erwachsene außereheliche Kinder, etwa Meliaduse d’Este (* 1406, † 1452) aus der Beziehung mit Caterina Medici sowie solche, die aus laufenden Beziehungen – etwa mit Filippa della Tavola – hervorgegangen waren.
Für ihren hohen Rang als Ehefrau eines angesehenen Fürsten musste daher Parisina trotz ihrer Jugend einen hohen Preis zahlen. Obwohl dies nicht leicht war, fügte sich Parisina, gebar ihrem Ehemann erst 1419 zwei Töchter (Zwillinge) und 1421 mit Alberto Carlo d’Este einen legitimen Thronfolger, der allerdings nach kurzer Zeit verstarb.
Die Beziehung zu ihren Stiefkindern war nicht einfach, da sie – fast gleichaltrig – wenig Autorität besaß, ihr Ehemann seine außerehelichen Kinder liebte, sie ehelichen völlig gleichstellte und insbesondere Ugo in sein Herz geschlossen hatte, der von ihm als Erbe ausersehen war und regelmäßig bevorzugt und beschenkt wurde. Dieser sah daher in Parisina – als mögliche Mutter eines legitimen Thronerben – eine Gefahr für seine eigene Zukunft, behandelte sie daher ablehnend und mit wenig Respekt.
Statt in einer den Gewohnheiten der damaligen Zeiten weitgehend entsprechenden Resignation in einer dynastischen Vernunftehe mit gegenseitigen Vorbehalten sollte diese Ehe jedoch nach sieben Jahren in einer Katastrophe enden.

### Legenden über die Ursache des Dramas
Der faktische Hintergrund der Tragödie, die Parisinas Leben beenden sollte, wurde bald von Legenden überwuchert, wodurch es verschiedene Versionen darüber gibt, wie es zu diesem Unglück kam.
Nach einer Version begann die Beziehung mit ihrem Stiefsohn Ugo, als die Pest in Ferrara ausbrach. Um sie vor einer Ansteckung zu schützen, sei Parisina aus der Stadt in das Schloss Fossadalberto in Sicherheit gebracht worden, wobei sie zum Schutz von ihrem Stiefsohn Ugo d’Este begleitet wurde. Bei diesem Aufenthalt in dem abgeschiedenen Schloss habe sich zwischen den beiden ein Liebesverhältnis entwickelt.
Nach dem Werk Memorie per la storia di Ferrara (Erinnerungen zur Geschichte von Ferrara) (1791) des Historikers Antonio Frizzi verlief die Geschichte etwas anders. Demnach habe zwischen Ugo d’Este, dem außerehelichen Lieblingssohn von Niccolò III. d’Este, und Parisina Malatesta, Niccolòs zweiter Ehefrau, eine tiefe gegenseitige Abneigung bestanden. Dies habe Niccolò III. gestört, der den häuslichen Frieden dadurch habe erzwingen wollen, indem er einer Reise Parisinas nur unter der Bedingung zustimmte, dass sie von ihrem Stiefsohn Ugo begleitet würde, damit sie sich besser kennenlernen könnten. Während dieser Reise hätten die beiden sich jedoch besinnungslos ineinander verliebt.
Noch anders entwickelte sich das Drama nach einer anderen Version. Demnach hätten sich Parisina und Ugo zuvor gekannt und wären sogar verlobt gewesen. Um seine künftige Schwiegertochter kennenzulernen, sei Ugos Vater Niccolò nach Cesena gereist, habe dort die 15-jährige liebliche Parisina gesehen, sich in sie verliebt und seinen Sohn gezwungen, auf sie zu verzichten, um sie selbst zu heiraten.

### Wahrscheinliche Entstehung der Beziehung
Nach einer modernen Version habe Niccolò nach dem Tod seiner ersten Frau, vielleicht auch wegen der Pest, eine Pilgerfahrt unternommen und dabei bei dem mit ihm befreundeten Vater Parisinas in Cesena Station gemacht. Dort habe er Parisina gesehen, sei dem Charme der Kindfrau erlegen und habe, da sie sich – vielleicht geblendet vom Prestige Niccolòs – nicht widersetzte, beschlossen sie zu heiraten. Dies zum großen Erstaunen seiner Umgebung, die davon ausgegangen war, dass er seine langjährige Geliebte, Stella de’ Tolomei, auch Stella dell’ Assassino genannt, heiraten werde. Stella, die damit ihre Hoffnung verlor, doch noch zur legitimen Ehefrau des Markgrafen zu werden, verstarb aus Kummer im nächsten Jahr. Dass Parisina damit von Niccolò Ugos Mutter Stella als Ehefrau vorgezogen wurde, könnte ein weiterer Grund für Ugos Animosität gegenüber seiner Stiefmutter Parisina gewesen sein.
Diese internen Spannungen wollte Niccolò anlässlich einer Pilgerfahrt Parisinas nach Loreto beseitigen, indem er Ugo die Leitung und Organisation des Pilgerzuges übertrug. Diese Reise könnte der Auslöser der leidenschaftlichen Beziehung zwischen Ugo und Parisina gewesen sein.

### Entdeckung der Beziehung und Tod
Nach der Rückkehr Parisinas von der Reise war Niccolò zufrieden, dass sein Plan der Versöhnung so gut funktioniert hatte. Die Freude wich jedoch bald Zweifeln, da die Verlobte Ugos Verdacht schöpfte, es könne sich um mehr als Freundschaft handeln. Niccolo wollte daher Gewissheit, beobachtete von einem Versteck aus seine Frau und ertappte sie beim Ehebruch.
Dies war am 18. Mai 1425. Außer sich vor Zorn befahl er die Abhaltung eines Schnellgerichtes, um die Schuldigen nach dem Gesetz – das die Todesstrafe für in flagranti ertappte Ehebrecher vorsah – zu verurteilen.

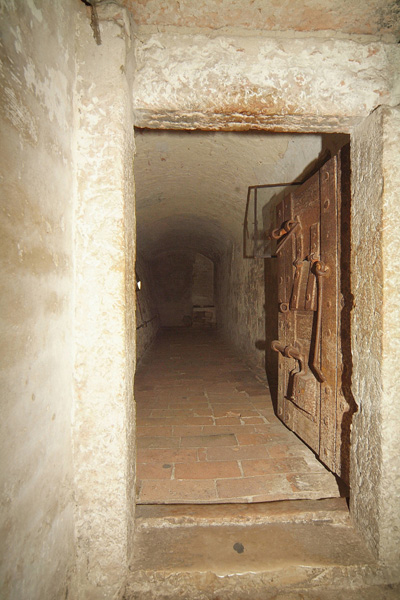
Tür zum Verlies der Parisina

Ugo wurde in den „Löwenturm“ und Parisina in den Turm des Kastells gesperrt, der noch heute „Torre Marchesana“ heißt. Beide wurden zum Tod verurteilt. Obwohl enge Berater des Markgrafen versuchten, ihn von der Vollstreckung des Urteils abzuhalten, da es sich um den seit Jahren bevorzugten Lieblingssohn und um seine Ehefrau und Mutter zweier Töchter handelte, gab es keine Gnade.
Am 21. Mai wurde zuerst Ugo enthauptet. Als Parisina abgeholt wurde, fragte sie nach Ugo. Als ihr mitgeteilt wurde, dass er tot sei, rief sie, auch sie wolle nicht mehr leben, nahm sich selbst den Schmuck ab, und bedeckte ihr Gesicht, um die Enthauptung zu erleichtern. Noch in der gleichen Nacht wurden beide in der Kirche San Francesco begraben. Auch ein Freund Ugos, Aldobrandino Rangoni, der von der Sache gewusst hatte, ohne seinen Herrn zu unterrichten, wurde hingerichtet.

### Späte Reue des Markgrafen
Als der Markgraf über den Vollzug der Hinrichtung informiert wurde, raste er vor Schmerz, verwünschte seinen Beschluss und weinte tagelang über den Verlust seines geliebten Sohnes.
In seiner Verzweiflung fand er, dass nicht seine Frau alleine bestraft werden sollte und befahl daher, dass alle Frauen, die wie Parisina die Ehe gebrochen hatten, dieselbe Strafe erleiden sollten. Das erste Opfer war Laudania Romei, die Gemahlin eines hohen Würdenträgers bei Hof. Nach deren Hinrichtung verflog der Zorn und Niccolò zog seinen Befehl zurück. Ferraras Ehefrauen konnten daher wieder sündigen und Niccolò selbst gab ihnen dazu reichlich Gelegenheit. Laut Aussage der Chronisten soll er es auf achthundert Liebesverhältnisse und auf zumindest 21 namentlich bekannte außereheliche Kinder gebracht haben. Er wurde dabei nur vom Abt von Pomponesco überboten, dem über tausend Verhältnisse nachgesagt wurden.

## Ehe und Kinder

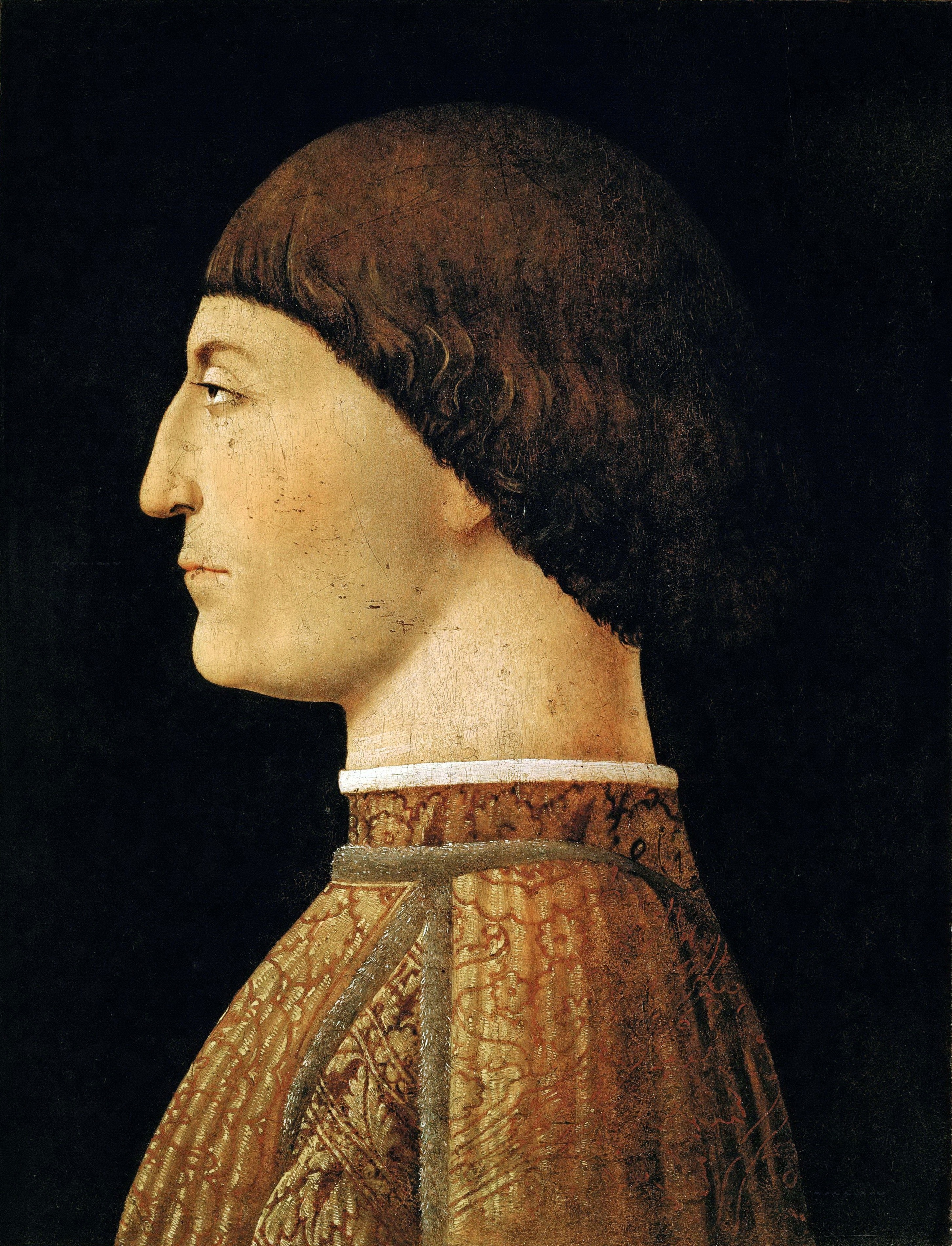
Sigismondo Pandolfo Malatesta, Herr von Rimini, von Piero della Francesca

Parisina Malatesta (* 1404, † 21. Mai 1425 in Ferrara) wurde am 2. April 1418 mit nicht ganz vierzehn Jahren vermählt mit dem Markgrafen Niccolò III. d’Este (* 9. November 1383 oder 1384; † 26. Dezember 1441), dem Herrn von Ferrara, Modena und Reggio nell’Emilia, mit dem sie drei Kinder hatte:
- Lucia d’Este (* 24. März 1419, † 28. Juni 1437) ⚭ 1437 Carlo Gonzaga (* 1417, † 21. Dezember 1456 in Ferrara), Signore di Sabbioneta, Gonzaga, San Martino, Rivarolo Mantovano, Bozzolo, Gazzuolo, Viadana, Luzzara, Suzzara e Rezolo (keine Kinder aus dieser Ehe)
- Ginevra d’Este (* 24. März 1419, † 12. Oktober 1440), ⚭ 1436 Sigismondo Pandolfo Malatesta (* 19. Juni 1417 in Brescia, † 9. Oktober 1468 in Rimini), Herr von Rimini, Fano und Cesena (auch diese Ehe blieb kinderlos.)
- Alberto Carlo d’Este (* 1421, † 1421)

## Würdigung in der Kunst
Obwohl es keine allzu genauen Quellen über Parisinas Liebesdrama gibt, hat der Stoff vielfach Eingang in die Literatur gefunden. So verwendete sie schon hundert Jahre später der Dichter Matteo Bandello (* 1485, † 1561) in seiner Novelle Ugo e Parisina. Im 17. Jahrhundert benutzte Lope de Vega die Novelle Bandellos als Vorlage für seine Tragödie El castigo sin venganza. Im 19. Jahrhundert griff sie der Schwede Hjalmar Bergmann und Edward Gibbon in seinen Miscellaneous Works auf, wo sie Lord Byron fand und in seinem Gedicht Parisina verwendete. Auch das Theater nahm sich des Stoffes an, wobei ein Stück von Luigi Ciconi am 30. November 1832 im Teatro Carignano in Turin aufgeführt wurde. Im nächsten Jahr wurde im Teatro alla Pergola von Florenz auf Grundlage eines Textes von Felice Romani die lyrische Tragödie (Oper) Parisina von Gaetano Donizetti gespielt. Auch im 20. Jahrhundert blieb die Tragödie unvergessen. Im Jahre 1909 erschien ein diesbezüglicher Film, Gabriele D’Annunzio schrieb anhand des Gedichtes von Lord Byron ein Libretto, das Pietro Mascagni zur gleichnamigen Oper Parisina, vertonte, die 1913 im Teatro alla Scala in Mailand uraufgeführt wurde.